# Mytilodiscus
Mytilodiscus is een monotypisch geslacht van schimmels behorend tot de familie Helotiaceae. Het bevat alleen Mytilodiscus alnicola.